# Mary Anderson (filmskådespelare)

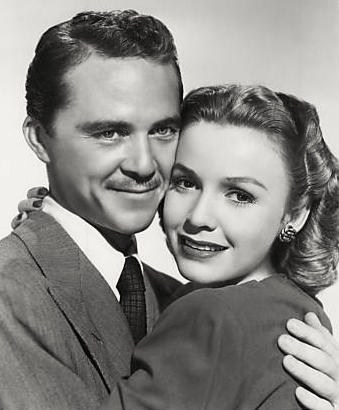
Mary Anderson och Charles Russell i Behind Green Lights 1946.

Mary Anderson, född 3 april 1918 i Birmingham, Alabama, död 6 april 2014 i Burbank, Kalifornien, var en amerikansk skådespelare som medverkade i 31 filmer och 22 TV-produktioner från 1939 till 1965.

## Karriär
Efter två obetydliga roller fick hon en filmroll i Borta med vinden 1939. 1944 spelade hon sjuksköterskan Alice i Alfred Hitchcocks film Lifeboat. Filmkarriären tog slut i början av 1950-talet och därefter medverkade hon då och då i olika TV-produktioner, till exempel som Catherine Harrington i Peyton Place 1964. 
Mary Anderson, som var gift två gånger, avled 2014 i Burbank i Kalifornien, 96 år gammal, tre dygn efter att hon fyllt 96. Hon har tilldelats en stjärna på Hollywood Walk of Fame vid adress 1645 Vine Street.

## Filmografi (utvalda delar)
- Borta med vinden (1939)
- Allt detta och himlen därtill (1940)
- Under Age (1941)
- Farväl miss Bishop (1941)
- Bahama Passage (1941)
- Sången om Bernadette (1943)
- Livbåt (1944)
- Wilson (1944)
- Behind Green Lights (1946)
- Kärlek som aldrig dör (1946)
- Whispering City (1947)
- Gangsterterror slås ned (1950)
- I, the Jury (1953)
- Dangerous Crossing (1953)